# 김영생
김영생(1933년 2월 8일~1996년 3월 27일)은 대한민국의 정치인이다. 제11·12대 국회의원을 지냈다.

## 역대 선거 결과
|  | 13.56% |

|  | 15.40% |